# Micheline Bona
Pour les articles homonymes, voir Bona.
Micheline Germaine Bona, née le 24 janvier 1930 dans le 6e arrondissement de Paris et morte le 5 mars 1997 dans le 20e arrondissement de Paris, est une actrice française.

## Filmographie

### Cinéma
- 1958 : Ascenseur pour l'échafaud : Geneviève
- 1961 : Les Petits Drames
- 1966 : Les Ruses du diable
- 1971 : Le Souffle au cœur : Tante Claudine
- 1975 : La Chair de l'orchidée

### Télévision
- 1956 : En votre âme et conscience, épisode : L'Affaire Prado de Jean Prat et Claude Barma
- 1957 : En votre âme et conscience, téléfilm L'affaire Lafarge, Marie Lafarge.
- 1958 : L'Alcade de Zalamea, téléfilm de Marcel Bluwal
- 1963 : L'inspecteur Leclerc enquête, épisode L'Homme couleur de muraille de Marcel Bluwal
- 1981 : Salut champion - épisode La Machination : Mme Dupelo
- 1983 : Bel-Ami : Mme La Roche-Mathieu
- 1983 : Cinéma 16 - épisode La Derelitta : la surveillante du pensionnat

## Anecdote
En 1974, Micheline Bona fut choisie pour doubler la voix de Pazuzu, le démon qui possède Regan dans L'Exorciste.